# نجف‌آباد (لارستان)
نجف‌آباد، روستایی در دهستان بالاده بخش بیرم شهرستان لارستان در استان فارس ایران است.

## پیشه
شغل مردم آن کشاورزی و دامپروری است. عمده محصولات آن غلات گندم و جو و خرما می‌باشد. همچنین در اطراف روستا درختان گز و کنار و کور وجود دارد. بخش بیرم در جنوب لارستان و در مجاورت شهرستان لامرد قرار دارد. تابستان آن گرم و خشک و زمستان آن سرد می‌باشد.

## جمعیت
بر پایه سرشماری عمومی نفوس و مسکن در سال ۱۳۹۵، جمعیت این روستا برابر با ۳۴۰ نفر (۱۲۸ خانوار) بوده است.